# Silene pentelica
Silene pentelica är en nejlikväxtart som beskrevs av Pierre Edmond Boissier. Silene pentelica ingår i släktet glimmar, och familjen nejlikväxter. Inga underarter finns listade i Catalogue of Life.